# 日本產業規格

新JIS标志（2005年10月1日起使用）

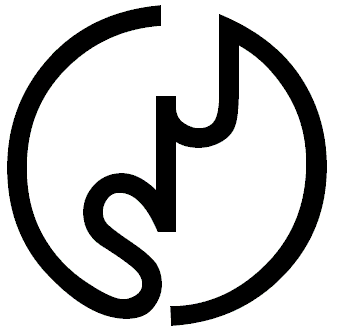
旧JIS标志（使用至2008年9月為止）

日本产业规格（日语：／ Nihon Sangyō Kikaku ?，缩写），日语又把JIS 音译为ジス，是由日本產業標準調查會（JISC）组织制定和审议。JIS是日本国家级标准中最重要、最权威的标准。
根据日本《產業標準化法》的规定，JIS标准对象除对药品、农药、化学肥料、蚕丝、食品以及其他农林产品制定有专门的标准或技术规格外，还涉及到各个工业领域。其内容包括：产品标准（产品形状、尺寸、质量、性能等）、方法标准（试验、分析、检测与测量方法和操作标准等）、基础标准（术语、符号、单位、优先数等）。专业包括：土木与建筑、机械、电气、汽车、铁路、船舶、航空、冶金、运输、化工、采矿、纺织、造纸、医疗设备、窑业及日用品、信息技术等。1990年以来，JIS标准总数一直保持在8200个左右。其中：产品标准约4000个，方法标准1600个，基础标准2800个。截至2006年3月底，共有现行JIS标准9728个。
原本自1949年以來，長期以「日本工業規格（にほんこうぎょうきかく）」稱之，於2019年7月1日因應相關法規的修正改稱為「日本產業規格」，英文部分則照舊。

## 符號編碼
日本工业规格舊標誌的Unicode字符为〄，编码为U+3004、&#x3004;、&#12292;，名称为。該字符原來（Unicode 1.0 版）並不在此位置，1.0.1 版時始移至此位置。
- U+3004 〄 JAPANESE INDUSTRIAL STANDARD SYMBOL